# Szrubkiw
Szrubkiw (ukr. Шрубків) – wieś na Ukrainie, w obwodzie chmielnickim, w rejonie chmielnickim, w hromadzie Międzybóż. W 2001 liczyła 655 mieszkańców, spośród których 643 wskazało jako ojczysty język ukraiński, 11 rosyjski, a 1 mołdawski.